# ATP-touren 2011

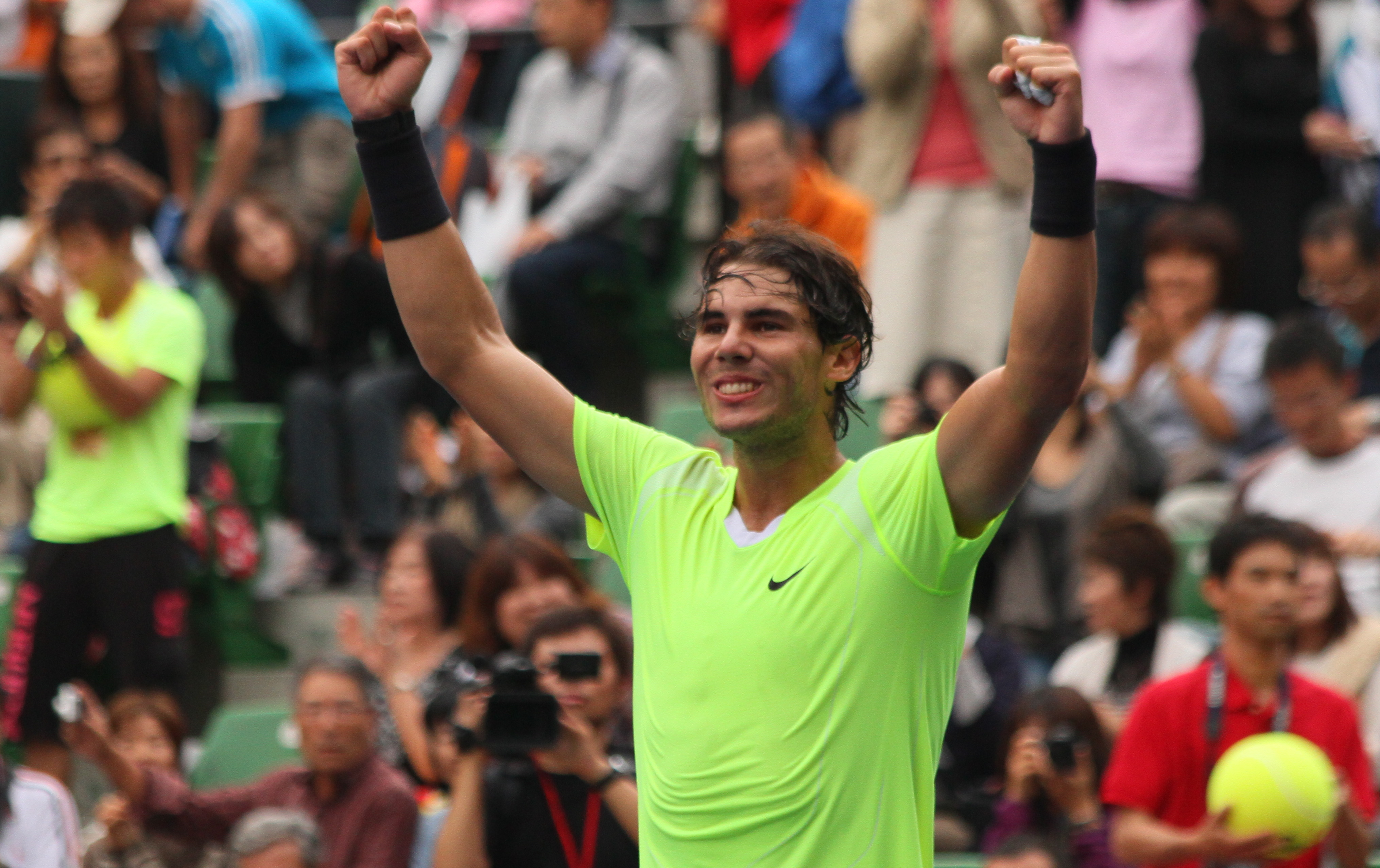
För andra gången i sin karriär inleder Rafael Nadal (Spanien) ATP-säsongen som världsetta. Detta efter tre Grand Slam-titlar under 2010 - Franska öppna, Wimbledon och US Open

ATP-touren 2011 är under 2011 den tour som är avsedd för manliga proffsspelare i tennis. Touren består av turneringar i fem olika kategorier - ATP 250 Series, ATP 500 Series, ATP Masters 1000, Grand Slams och ATP World Tour Finals.
Världsetta inför säsongen är Rafael Nadal, Spanien.

## Kalender
Detta är den kompletta listan över turneringar som under 2010 ingår i ATP-touren, listan dokumenterar spelares framgångar från kvartsfinalerna i singelturneringarna.

### Teckenförklaring
| Grand Slam                  |
| ATP World Tour Finals       |
| ATP World Tour Masters 1000 |
| ATP World Tour 500          |
| ATP World Tour 250          |
| Lagtävlingar                |

### Januari
| Vecka | Turnering | Mästare                                           | Finalister                      | Semifinalister                       | Kvartsfinalister                                                     |
| ----- | --- | ------------------------------------------------- | ------------------------------- | ------------------------------------ | -------------------------------------------------------------------- |
| 1     | Brisbane International 2011 Brisbane, Australien ATP World Tour 250 $372 500 - Hard - 32S/16D Lottning: Singel - Dubbel               | Robin Söderling 6-3; 7-5                          | Andy Roddick                    | Radek Stepanek Kevin Anderson        | Matthew Ebden Florian Mayer Santiago Giraldo Marcos Baghdatis        |
| 1     | Brisbane International 2011 Brisbane, Australien ATP World Tour 250 $372 500 - Hard - 32S/16D Lottning: Singel - Dubbel               | Lukáš Dlouhý Paul Hanley 6-4; uppgivet            | Robert Lindstedt Horia Tecău    | Radek Stepanek Kevin Anderson        | Matthew Ebden Florian Mayer Santiago Giraldo Marcos Baghdatis        |
| 1     | Aircel Chennai Open 2011 Chennai, Indien ATP World Tour 250 $398 250 - Hard - 32S/16D Lottning: Singel - Dubbel                       | Stanislas Wawrinka 7-5; 4-6; 6-1                  | Xavier Malisse                  | Tomáš Berdych Janko Tipsarević       | Blaz Kavcic Robin Haase Bjorn Phau Kei Nishikori                     |
| 1     | Aircel Chennai Open 2011 Chennai, Indien ATP World Tour 250 $398 250 - Hard - 32S/16D Lottning: Singel - Dubbel                       | Mahesh Bhupathi Leander Paes 6-2; 6(3)-7; [10-7]  | Robin Haase David Martin        | Tomáš Berdych Janko Tipsarević       | Blaz Kavcic Robin Haase Bjorn Phau Kei Nishikori                     |
| 1     | Qatar ExxonMobil Open 2011 Doha, Qatar ATP World Tour 250 $1 024 000 - Hard - 32S/16D Lottning: Singel - Dubbel                       | Roger Federer 6-3; 6-4                            | Nikolaj Davydenko               | Rafael Nadal Jo-Wilfried Tsonga      | Ernests Gulbis Ivo Karlović Guillermo Garcia-Lopez Viktor Troicki    |
| 1     | Qatar ExxonMobil Open 2011 Doha, Qatar ATP World Tour 250 $1 024 000 - Hard - 32S/16D Lottning: Singel - Dubbel                       | Marc Lopez Rafael Nadal 6-3; 7-6(4)               | Daniele Bracciali Andreas Seppi | Rafael Nadal Jo-Wilfried Tsonga      | Ernests Gulbis Ivo Karlović Guillermo Garcia-Lopez Viktor Troicki    |
| 2     | Medibank International Sydney 2011 Sydney, Australien ATP World Tour 250 $372 500 - Hard - 28S/16D Lottning: Singel - Dubbel          | Gilles Simon 7-5; 7-6(4)                          | Viktor Troicki                  | Ernests Gulbis Florian Mayer         | Alexandr Dolgopolov Sergiy Stakhovsky Richard Gasquet Potito Starace |
| 2     | Medibank International Sydney 2011 Sydney, Australien ATP World Tour 250 $372 500 - Hard - 28S/16D Lottning: Singel - Dubbel          | Lukáš Dlouhý Paul Hanley 6(6)-7; 6-3; [10-5]      | Bob Bryan Mike Bryan            | Ernests Gulbis Florian Mayer         | Alexandr Dolgopolov Sergiy Stakhovsky Richard Gasquet Potito Starace |
| 2     | Heineken Open 2011 Auckland, Nya Zeeland ATP World Tour 250 $355 500 - Hard - 28S/16D Lottning: Singel - Dubbel                       | David Ferrer 6-3; 6-2                             | David Nalbandian                | Santiago Giraldo Nicolás Almagro     | Philipp Kohlschreiber Thomaz Bellucci John Isner Adrian Mannarino    |
| 2     | Heineken Open 2011 Auckland, Nya Zeeland ATP World Tour 250 $355 500 - Hard - 28S/16D Lottning: Singel - Dubbel                       | Marcel Granollers Tommy Robredo 6-4; 7-6(6)       | Johan Brunström Stephen Huss    | Santiago Giraldo Nicolás Almagro     | Philipp Kohlschreiber Thomaz Bellucci John Isner Adrian Mannarino    |
| 3 4   | Australiska öppna 2011 Melbourne, Australien Grand Slam AU$ Ej offentliggjort - Hard - 128S/64D/32X Lottning: Singel - Dubbel - Mixed | Novak Đoković 6-4, 6-2, 6-3                       | Andy Murray                     | David Ferrer Roger Federer           | Rafael Nadal Alexandr Dolgopolov Tomáš Berdych Stanislas Wawrinka    |
| 3 4   | Australiska öppna 2011 Melbourne, Australien Grand Slam AU$ Ej offentliggjort - Hard - 128S/64D/32X Lottning: Singel - Dubbel - Mixed | Bob Bryan Mike Bryan 6-3, 6-4                     | Mahesh Bhupathi Leander Paes    | David Ferrer Roger Federer           | Rafael Nadal Alexandr Dolgopolov Tomáš Berdych Stanislas Wawrinka    |
| 3 4   | Australiska öppna 2011 Melbourne, Australien Grand Slam AU$ Ej offentliggjort - Hard - 128S/64D/32X Lottning: Singel - Dubbel - Mixed | Daniel Nestor Katarina Srebotnik 6-3, 3-6, [10-7] | Paul Hanley Chan Yung-jan       | David Ferrer Roger Federer           | Rafael Nadal Alexandr Dolgopolov Tomáš Berdych Stanislas Wawrinka    |
| 5     | SA Tennis Open 2011 Johannesburg, Sydafrika ATP World Tour 250 $442 500 - Hard - 32S/16D Lottning: Singel - Dubbel                    | Kevin Anderson 4-6, 6-3, 6-2                      | Somdev Devvarman                | Adrian Mannarino Izak van der Merwe  | Frank Dancevic Karol Beck Rik de Voest Simon Greul                   |
| 5     | SA Tennis Open 2011 Johannesburg, Sydafrika ATP World Tour 250 $442 500 - Hard - 32S/16D Lottning: Singel - Dubbel                    | James Cerretani Adil Shamasdin 6-3, 3-6, [10-7]   | Scott Lipsky Rajeev Ram         | Adrian Mannarino Izak van der Merwe  | Frank Dancevic Karol Beck Rik de Voest Simon Greul                   |
| 5     | PBZ Zagreb Indoors 2011 Zagreb, Kroatien ATP World Tour 250 €398 250 - Hard (i) - 28S/16D Lottning: Singel - Dubbel                   | Ivan Dodig 6-3, 6-4                               | Michael Berrer                  | Florian Mayer Guillermo García-López | Marin Čilić Richard Gasquet Alex Bogomolov Jr. Ivan Ljubicić         |
| 5     | PBZ Zagreb Indoors 2011 Zagreb, Kroatien ATP World Tour 250 €398 250 - Hard (i) - 28S/16D Lottning: Singel - Dubbel                   | Dick Norman Horia Tecău 6-3, 6-4                  | Marcel Granollers Marc López    | Florian Mayer Guillermo García-López | Marin Čilić Richard Gasquet Alex Bogomolov Jr. Ivan Ljubicić         |
| 5     | Movistar Open 2011 Santiago de Chile, Chile ATP World Tour 250 $398 250 - Grus - 32S/16D Lottning: Singel - Dubbel                    | Tommy Robredo 6-2, 2-6, 7-6(5)                    | Santiago Giraldo                | Potito Starace Fabio Fognini         | Horacio Zeballos Juan Ignacio Chela Thomaz Bellucci Máximo González  |
| 5     | Movistar Open 2011 Santiago de Chile, Chile ATP World Tour 250 $398 250 - Grus - 32S/16D Lottning: Singel - Dubbel                    | Marcelo Melo Bruno Soares 6-3, 7-6(3)             | Łukasz Kubot Oliver Marach      | Potito Starace Fabio Fognini         | Horacio Zeballos Juan Ignacio Chela Thomaz Bellucci Máximo González  |

### Februari
| Vecka | Turnering | Mästare | Finalister                                                                                   | Semifinalister                      | Kvartsfinalister                                                |
| ----- | --- | --- | -------------------------------------------------------------------------------------------- | ----------------------------------- | --------------------------------------------------------------- |
| 6     | SAP Open 2011 San Jose, Kalifornien, USA ATP World Tour 250 $531 000 - Hard (i) - 32S/16D Lottning: Singel - Dubbel                                    | Milos Raonic 7-6(6); 7-6(5)                                                                                    | Fernando Verdasco                                                                            | Juan Martin del Potro Gaël Monfils  | Denis Istomin Lleyton Hewitt Richard Berankis Tim Smyczek       |
| 6     | SAP Open 2011 San Jose, Kalifornien, USA ATP World Tour 250 $531 000 - Hard (i) - 32S/16D Lottning: Singel - Dubbel                                    | Scott Lipsky Rajeev Ram 6-4; 4-6; [10-8]                                                                       | Alejandro Falla Xavier Malisse                                                               | Juan Martin del Potro Gaël Monfils  | Denis Istomin Lleyton Hewitt Richard Berankis Tim Smyczek       |
| 6     | ABN Amro World Tennis Tournament 2011 Rotterdam, Nederländerna ATP World Tour 500 €1 150 000 - Hard (i) - 32S/16D Lottning: Singel - Dubbel            | Robin Söderling 6-3; 3-6; 6-3                                                                                  | Jo-Wilfried Tsonga                                                                           | Viktor Troicki Ivan Ljubičić        | Michail Juzjnyj Marin Čilić Tomáš Berdych Marcos Baghdatis      |
| 6     | ABN Amro World Tennis Tournament 2011 Rotterdam, Nederländerna ATP World Tour 500 €1 150 000 - Hard (i) - 32S/16D Lottning: Singel - Dubbel            | Jürgen Melzer Philipp Petzschner 6-4; 3-6; [10-5]                                                              | Michaël Llodra Nenad Zimonjić                                                                | Viktor Troicki Ivan Ljubičić        | Michail Juzjnyj Marin Čilić Tomáš Berdych Marcos Baghdatis      |
| 6     | Brasil Open 2011 Costa do Sauipe, Brasilien ATP World Tour 250 $442 500 - Grus - 28S/16D Lottning: Singel - Dubbel                                     | Nicolás Almagro 6-3; 7-6(3)                                                                                    | Alexandr Dolgopolov                                                                          | Juan Ignacio Chela Ricardo Mello    | Rui Machado Thomaz Bellucci Potito Starace Pablo Andújar        |
| 6     | Brasil Open 2011 Costa do Sauipe, Brasilien ATP World Tour 250 $442 500 - Grus - 28S/16D Lottning: Singel - Dubbel                                     | Marcelo Melo Bruno Soares 7-6(4); 6-3                                                                          | Pablo Andújar Daniel Gimeno Traver                                                           | Juan Ignacio Chela Ricardo Mello    | Rui Machado Thomaz Bellucci Potito Starace Pablo Andújar        |
| 7     | Open 13 2011 Marseille, Frankrike ATP World Tour 250 €512 500 - Hard (i) - 28S/16D Lottning: Singel - Dubbel                                           | Robin Söderling 6-7(8); 6-3; 6-3                                                                               | Marin Cilic                                                                                  | Dmitrij Tursunov Michail Juzjnyj    | Michaël Llodra Jürgen Melzer Jo-Wilfried Tsonga Tomáš Berdych   |
| 7     | Open 13 2011 Marseille, Frankrike ATP World Tour 250 €512 500 - Hard (i) - 28S/16D Lottning: Singel - Dubbel                                           | Robin Haase Ken Skupski 6-3; 6-7(4); [13-11]                                                                   | Julien Benneteau Jo-Wilfried Tsonga                                                          | Dmitrij Tursunov Michail Juzjnyj    | Michaël Llodra Jürgen Melzer Jo-Wilfried Tsonga Tomáš Berdych   |
| 7     | Regions Morgan Keegan Championships 2011 Memphis, Tennessee, USA ATP World Tour 500 $1 100 000 - Hard (i) - 32S/16D Lottning: Singel - Dubbel          | Andy Roddick 7-6(7); 6-7(11); 7-5                                                                              | Milos Raonic                                                                                 | Juan Martin del Potro Mardy Fish    | Lleyton Hewitt Michael Russell Sam Querrey Robert Kendrick      |
| 7     | Regions Morgan Keegan Championships 2011 Memphis, Tennessee, USA ATP World Tour 500 $1 100 000 - Hard (i) - 32S/16D Lottning: Singel - Dubbel          | Max Mirnyi Daniel Nestor 6-2; 6-7(6); [10-3]                                                                   | Eric Butorac Jean-Julien Rojer                                                               | Juan Martin del Potro Mardy Fish    | Lleyton Hewitt Michael Russell Sam Querrey Robert Kendrick      |
| 7     | Copa Claro 2011 Buenos Aires, Argentina ATP World Tour 250 $475 300 - Grus - 32S/16D Lottning: Singel - Dubbel                                         | Nicolas Almagro 6-3; 3-6; 6-4                                                                                  | Juan Ignacio Chela                                                                           | Tommy Robredo Stanislas Wawrinka    | José Acasuso David Nalbandian Albert Montanes Juan Monaco       |
| 7     | Copa Claro 2011 Buenos Aires, Argentina ATP World Tour 250 $475 300 - Grus - 32S/16D Lottning: Singel - Dubbel                                         | Oliver Marach Leonardo Mayer 7-6(6); 6-3                                                                       | Franco Ferreiro André Sá                                                                     | Tommy Robredo Stanislas Wawrinka    | José Acasuso David Nalbandian Albert Montanes Juan Monaco       |
| 8     | Dubai Duty Free Tennis Championships 2011 Dubai, Förenade Arabemiraten ATP World Tour 500 $1 619 500 - Hard - 32S/16D Lottning: Singel - Dubbel        | Novak Đoković 6-3; 6-3                                                                                         | Roger Federer                                                                                | Richard Gasquet Tomáš Berdych       | Sergiy Stakhovsky Gilles Simon Philipp Petzschner Florian Mayer |
| 8     | Dubai Duty Free Tennis Championships 2011 Dubai, Förenade Arabemiraten ATP World Tour 500 $1 619 500 - Hard - 32S/16D Lottning: Singel - Dubbel        | Sergiy Stakhovsky Michail Juzjnyj 4-6; 6-3; [10-3]                                                             | Jeremy Chardy Feliciano Lopez                                                                | Richard Gasquet Tomáš Berdych       | Sergiy Stakhovsky Gilles Simon Philipp Petzschner Florian Mayer |
| 8     | Delray Beach International Tennis Championships 2011 Delray Beach, Florida, USA ATP World Tour 250 $442 500 - Hard - 32S/16D Lottning: Singel - Dubbel | Juan Martin del Potro 6-4; 6-4                                                                                 | Janko Tipsarević                                                                             | Kei Nishikori Mardy Fish            | Ivan Dodig Ryan Sweeting Kevin Anderson Alejandro Falla         |
| 8     | Delray Beach International Tennis Championships 2011 Delray Beach, Florida, USA ATP World Tour 250 $442 500 - Hard - 32S/16D Lottning: Singel - Dubbel | Scott Lipsky Rajeev Ram 4-6; 6-4; [10-3]                                                                       | Christopher Kas Alexander Peya                                                               | Kei Nishikori Mardy Fish            | Ivan Dodig Ryan Sweeting Kevin Anderson Alejandro Falla         |
| 8     | Abierto Mexicano Telcel 2011 Acapulco, Mexiko ATP World Tour 500 $955 000 - Grus - 28S/16D Lottning: Singel - Dubbel                                   | David Ferrer 7-6(4); 6-7(2); 6-2                                                                               | Nicolás Almagro                                                                              | Alexandr Dolgopolov Thomaz Bellucci | Juan Mónaco Stanislas Wawrinka Santiago Giraldo Łukasz Kubot    |
| 8     | Abierto Mexicano Telcel 2011 Acapulco, Mexiko ATP World Tour 500 $955 000 - Grus - 28S/16D Lottning: Singel - Dubbel                                   | Victor Hănescu Horia Tecău 6-1; 6-3                                                                            | Marcelo Melo Bruno Soares                                                                    | Alexandr Dolgopolov Thomaz Bellucci | Juan Mónaco Stanislas Wawrinka Santiago Giraldo Łukasz Kubot    |
| 9     | Davis Cup 2011 Första omgången | Vidare till andra omgången: · Serbien · Sverige · Kazakstan · Argentina · USA · Spanien · Tyskland · Frankrike | Utslagna: · Indien · Ryssland · Tjeckien · Rumänien · Chile · Belgien · Kroatien · Österrike |                                     |                                                                 |

### Mars
| Vecka | Turnering | Mästare                                                | Finalister                       | Semifinalister                      | Kvartsfinalister                                              |
| ----- | --- | ------------------------------------------------------ | -------------------------------- | ----------------------------------- | ------------------------------------------------------------- |
| 10 11 | BNP Paribas Open 2011 Indian Wells, USA ATP Masters 1000 $3 645 000 - Hard - 96S/32D Lottning: Singel - Dubbel | Novak Đoković 4–6; 6–3; 6–2                            | Rafael Nadal                     | Juan Martin del Potro Roger Federer | Ivo Karlović Tommy Robredo Richard Gasquet Stanislas Wawrinka |
| 10 11 | BNP Paribas Open 2011 Indian Wells, USA ATP Masters 1000 $3 645 000 - Hard - 96S/32D Lottning: Singel - Dubbel | Alexandr Dolgopolov Xavier Malisse 6–4; 6–7(5); [10–7] | Roger Federer Stanislas Wawrinka | Juan Martin del Potro Roger Federer | Ivo Karlović Tommy Robredo Richard Gasquet Stanislas Wawrinka |
| 12 13 | Sony Ericsson Open 2011 Miami, USA ATP Masters 1000 $3 645 000 - Hard - 96S/32D Lottning: Singel - Dubbel      | Novak Đoković 4–6; 6–3; 7–6(4)                         | Rafael Nadal                     | Roger Federer Mardy Fish            | Tomáš Berdych Gilles Simon David Ferrer Kevin Anderson        |
| 12 13 | Sony Ericsson Open 2011 Miami, USA ATP Masters 1000 $3 645 000 - Hard - 96S/32D Lottning: Singel - Dubbel      | Mahesh Bhupathi Leander Paes 6–7(5); 6–2; [10–5]       | Max Mirnyi Daniel Nestor         | Roger Federer Mardy Fish            | Tomáš Berdych Gilles Simon David Ferrer Kevin Anderson        |

### April
| Vecka | Turnering | Mästare                                          | Finalister                      | Semifinalister                    | Kvartsfinalister                                                 |
| ----- | --- | ------------------------------------------------ | ------------------------------- | --------------------------------- | ---------------------------------------------------------------- |
| 14    | Grand Prix Hassan II 2011 Casablanca, Marocko ATP World Tour 250 €398 250 - Grus - 28S/16D Lottning: Singel - Dubbel         | Pablo Andújar 6-1; 6-2                           | Potito Starace                  | Albert Montañés Victor Hănescu    | Fabio Fognini Pere Riba Gilles Simon Andrey Kuznetsov            |
| 14    | Grand Prix Hassan II 2011 Casablanca, Marocko ATP World Tour 250 €398 250 - Grus - 28S/16D Lottning: Singel - Dubbel         | Robert Lindstedt Horia Tecău 6-2; 6-1            | Colin Fleming Igor Zelenay      | Albert Montañés Victor Hănescu    | Fabio Fognini Pere Riba Gilles Simon Andrey Kuznetsov            |
| 14    | US Men's Clay Court Championships 2011 Houston, USA ATP World Tour 250 $442 500 - Grus - 28S/16D Lottning: Singel - Dubbel   | Ryan Sweeting 6-4; 7-6(5)                        | Kei Nishikori                   | Pablo Cuevas Ivo Karlović         | Mardy Fish Guillermo García-López John Isner Teimuraz Gabasjvili |
| 14    | US Men's Clay Court Championships 2011 Houston, USA ATP World Tour 250 $442 500 - Grus - 28S/16D Lottning: Singel - Dubbel   | Bob Bryan Mike Bryan 6-7(4); 6-2; [10-5]         | John Isner Sam Querrey          | Pablo Cuevas Ivo Karlović         | Mardy Fish Guillermo García-López John Isner Teimuraz Gabasjvili |
| 15    | Monte-Carlo Rolex Masters 2011 Monte Carlo, Monaco ATP Masters 1000 €2 227 500 - Grus - 56S/24D Lottning: Singel - Dubbel    | Rafael Nadal 6-4; 7-5                            | David Ferrer                    | Andy Murray Jûrgen Melzer         | Ivan Ljubičić Frederico Gil Viktor Troicki Roger Federer         |
| 15    | Monte-Carlo Rolex Masters 2011 Monte Carlo, Monaco ATP Masters 1000 €2 227 500 - Grus - 56S/24D Lottning: Singel - Dubbel    | Bob Bryan Mike Ryan 6-3; 6-2                     | Juan Ignacio Chela Bruno Soares | Andy Murray Jûrgen Melzer         | Ivan Ljubičić Frederico Gil Viktor Troicki Roger Federer         |
| 16    | Barcelona Open BancSabadell 2011 Barcelona, Spanien ATP World Tour 500 €1 550 000 - Grus - 56S/24D Lottning: Singel - Dubbel | Rafael Nadal 6-2; 6-4                            | David Ferrer                    | Ivan Dodig Nicolás Almagro        | Gaël Monfils Feliciano López Jürgen Melzer Juan Carlos Ferrero   |
| 16    | Barcelona Open BancSabadell 2011 Barcelona, Spanien ATP World Tour 500 €1 550 000 - Grus - 56S/24D Lottning: Singel - Dubbel | Santiago González Scott Lipsky 5-7; 6-2; [12-10] | Bob Bryan Mike Bryan            | Ivan Dodig Nicolás Almagro        | Gaël Monfils Feliciano López Jürgen Melzer Juan Carlos Ferrero   |
| 17    | BMW Open 2011 München, Tyskland ATP World Tour 250 €398 250 - Grus - 32S/16D Lottning: Singel - Dubbel                       | Nikolaj Davydenko 6-3; 3-6; 6-1                  | Florian Mayer                   | Philipp Petzscher Radek Štěpánek  | Potito Starace Grigor Dimitrov Marin Čilić Philipp Kohlschreiber |
| 17    | BMW Open 2011 München, Tyskland ATP World Tour 250 €398 250 - Grus - 32S/16D Lottning: Singel - Dubbel                       | Simone Bolelli Horacio Zeballos 7-6(3); 6-4      | Andreas Beck Christopher Kas    | Philipp Petzscher Radek Štěpánek  | Potito Starace Grigor Dimitrov Marin Čilić Philipp Kohlschreiber |
| 17    | Serbia Open 2011 Belgrad, Serbien ATP World Tour 250 €373 200 - Grus - 28S/16D Lottning: Singel - Dubbel                     | Novak Djokovic 7-6(4); 6-2                       | Feliciano López                 | Janko Tipsarević Filippo Volandri | Blaž Kavčič Somdev Devvarman Albert Montañés Marcel Granollers   |
| 17    | Serbia Open 2011 Belgrad, Serbien ATP World Tour 250 €373 200 - Grus - 28S/16D Lottning: Singel - Dubbel                     | František Čermák Filip Polášek 7-5; 6-2          | Olivier Marach Alexander Peya   | Janko Tipsarević Filippo Volandri | Blaž Kavčič Somdev Devvarman Albert Montañés Marcel Granollers   |
| 17    | Estoril Open 2011 Estoril, Portugal ATP World Tour 250 €398 250 - Grus - 28S/16D Lottning: Singel - Dubbel                   | Juan Martín del Potro 6-2; 6-2                   | Fernando Verdasco               | Pablo Cuevas Milos Raonic         | Robin Söderling Thomaz Bellucci Gilles Simon Kevin Anderson      |
| 17    | Estoril Open 2011 Estoril, Portugal ATP World Tour 250 €398 250 - Grus - 28S/16D Lottning: Singel - Dubbel                   | Eric Butorac Jean-Julien Rojer 6-3; 6-4          | Marc López David Marrero        | Pablo Cuevas Milos Raonic         | Robin Söderling Thomaz Bellucci Gilles Simon Kevin Anderson      |

### Maj
| Vecka | Turnering | Mästare                                          | Finalister                           | Semifinalister                                | Kvartsfinalister                                              |
| ----- | --- | ------------------------------------------------ | ------------------------------------ | --------------------------------------------- | ------------------------------------------------------------- |
| 18    | Mutua Madrileña Madrid Open 2011 Madrid, Spanien ATP Masters 1000 €2 835 000 - Grus - 56S/24D Lottning: Singel - Dubbel    | Novak Djokovic 7-5; 6-4                          | Rafael Nadal                         | Roger Federer Thomaz Bellucci                 | Michaël Llodra Robin Söderling Tomáš Berdych David Ferrer     |
| 18    | Mutua Madrileña Madrid Open 2011 Madrid, Spanien ATP Masters 1000 €2 835 000 - Grus - 56S/24D Lottning: Singel - Dubbel    | Bob Bryan Mike Bryan 6-3; 6-3                    | Michaël Llodra Nenad Zimonjić        | Roger Federer Thomaz Bellucci                 | Michaël Llodra Robin Söderling Tomáš Berdych David Ferrer     |
| 19    | Internazionali BNL d'Italia 2011 Rom, Italien ATP Masters 1000 €2 227 500 - Grus - 56S/24D Lottning: Singel - Dubbel       | Novak Djokovic 6-4; 6-4                          | Rafael Nadal                         | Richard Gasquet Andy Murray                   | Marin Čilić Tomáš Berdych Florian Mayer Robin Söderling       |
| 19    | Internazionali BNL d'Italia 2011 Rom, Italien ATP Masters 1000 €2 227 500 - Grus - 56S/24D Lottning: Singel - Dubbel       | John Isner Sam Querrey walkover                  | Mardy Fish Andy Roddick              | Richard Gasquet Andy Murray                   | Marin Čilić Tomáš Berdych Florian Mayer Robin Söderling       |
| 20    | Düsseldorf World Team Championships 2011 Düsseldorf, Tyskland €750 000 - Grus                                              | Tyskland 2-1                                     | Argentina                            | Round Robin (Röd Grupp) USA Sverige Kazakstan | Round Robin (Blå Grupp) Serbien Ryssland Spanien              |
| 20    | Open de Nice Côte d'Azur 2011 Nice, Frankrike ATP World Tour 250 €398 250 - Grus - 28S/16D Lottning: Singel - Dubbel       | Nicolás Almagro 6-7(5); 6-3; 6-3                 | Victor Hănescu                       | Alexandr Dolgopolov Tomáš Berdych             | David Ferrer Robin Haase Pablo Andújar Ernests Gulbis         |
| 20    | Open de Nice Côte d'Azur 2011 Nice, Frankrike ATP World Tour 250 €398 250 - Grus - 28S/16D Lottning: Singel - Dubbel       | Eric Butorac Jean-Julien Rojer 6-3; 6-4          | Santiago González David Marrero      | Alexandr Dolgopolov Tomáš Berdych             | David Ferrer Robin Haase Pablo Andújar Ernests Gulbis         |
| 21 22 | Franska öppna 2011 Paris, Frankrike Grand Slam € Ej offentliggjort - Grus - 128S/64D/32X Lottning: Singel - Dubbel - Mixed | Rafael Nadal 7-5; 7-6(3); 5-7; 6-1               | Roger Federer                        | Andy Murray Novak Djokovic                    | Robin Söderling Juan Ignacio Chela Gaël Monfils Fabio Fognini |
| 21 22 | Franska öppna 2011 Paris, Frankrike Grand Slam € Ej offentliggjort - Grus - 128S/64D/32X Lottning: Singel - Dubbel - Mixed | Max Mirnyj Daniel Nestor 7-6(3); 3-6; 6-4        | Juan Sebastián Cabal Eduardo Schwank | Andy Murray Novak Djokovic                    | Robin Söderling Juan Ignacio Chela Gaël Monfils Fabio Fognini |
| 21 22 | Franska öppna 2011 Paris, Frankrike Grand Slam € Ej offentliggjort - Grus - 128S/64D/32X Lottning: Singel - Dubbel - Mixed | Casey Dellacqua Scott Lipsky 7-6(6); 4-6; [10-7] | Katarina Srebotnik Nenad Zimonjić    | Andy Murray Novak Djokovic                    | Robin Söderling Juan Ignacio Chela Gaël Monfils Fabio Fognini |

### Juni
| Vecka | Turnering | Mästare                                                | Finalister                    | Semifinalister                  | Kvartsfinalister                                                          |
| ----- | --- | ------------------------------------------------------ | ----------------------------- | ------------------------------- | ------------------------------------------------------------------------- |
| 23    | Gerry Weber Open 2011 Halle, Tyskland ATP World Tour 250 €663 750 - Gräs - 32S/16D Lottning: Singel - Dubbel                             | Philipp Kohlschreiber 7-6(5); 2-0 (wo)                 | Philipp Petzschner            | Gaël Monfils Tomáš Berdych      | Lleyton Hewitt Florian Mayer Milos Raonic Viktor Troicki                  |
| 23    | Gerry Weber Open 2011 Halle, Tyskland ATP World Tour 250 €663 750 - Gräs - 32S/16D Lottning: Singel - Dubbel                             | Rohan Bopanna Aisam-ul-Haq Qureshi 7-6(8); 3-6; [11-9] | Robin Haase Milos Raonic      | Gaël Monfils Tomáš Berdych      | Lleyton Hewitt Florian Mayer Milos Raonic Viktor Troicki                  |
| 23    | AEGON Championships 2011 London, Storbritannien ATP World Tour 250 €627 700 - Gräs - 56S/24D Lottning: Singel - Dubbel                   | Andy Murray 3-6; 7-6(2); 6-4                           | Jo-Wilfried Tsonga            | James Ward Andy Roddick         | Rafael Nadal Adrian Mannarino Fernando Verdasco Marin Čilić               |
| 23    | AEGON Championships 2011 London, Storbritannien ATP World Tour 250 €627 700 - Gräs - 56S/24D Lottning: Singel - Dubbel                   | Bob Bryan Mike Bryan 6-7(2); 7-6(4); [10-6]            | Mahesh Bhupethi Leander Paes  | James Ward Andy Roddick         | Rafael Nadal Adrian Mannarino Fernando Verdasco Marin Čilić               |
| 24    | Unicef Open 2011 's-Hertogenbosch, Nederländerna ATP World Tour 250 €398 250 - Gräs - 32S/16D Lottning: Singel - Dubbel                  | Dmitrij Tursunov 6-3; 6-2                              | Ivan Dodig                    | Xavier Malisse Marcos Baghdatis | Santiago Giraldo Alex Bogomolov, Jr. Teimuraz Gabasjvili Denis Gremelmayr |
| 24    | Unicef Open 2011 's-Hertogenbosch, Nederländerna ATP World Tour 250 €398 250 - Gräs - 32S/16D Lottning: Singel - Dubbel                  | Daniele Bracciali František Čermák 6-3; 2-6; [10-8]    | Robert Lindstedt Horia Tecău  | Xavier Malisse Marcos Baghdatis | Santiago Giraldo Alex Bogomolov, Jr. Teimuraz Gabasjvili Denis Gremelmayr |
| 24    | AEGON International 2011 Eastbourne, Storbritannien ATP World Tour 250 €405 000 - Gräs - 32S/16D Lottning: Singel - Dubbel               | Andreas Seppi 7-6(5); 3-6; 5-3 (wo)                    | Janko Tipsarević              | Kei Nishikori Igor Kunitsyn     | Radek Štěpánek Grigor Dimitrov Julien Benneteau Olivier Rochus            |
| 24    | AEGON International 2011 Eastbourne, Storbritannien ATP World Tour 250 €405 000 - Gräs - 32S/16D Lottning: Singel - Dubbel               | Jonathan Erlich Andy Ram 6-3; 6-3                      | Grigor Dimitrov Andreas Seppi | Kei Nishikori Igor Kunitsyn     | Radek Štěpánek Grigor Dimitrov Julien Benneteau Olivier Rochus            |
| 25 26 | Wimbledonmästerskapen 2011 London, Storbritannien Grand Slam £ Ej offentliggjort - Gräs - 128S/64D/32X Lottning: Singel - Dubbel - Mixed | Novak Djokovic 6-4; 6-1; 1-6; 6-3                      | Rafael Nadal                  | Andy Murray Jo-Wilfried Tsonga  | Mardy Fish Feliciano López Roger Federer Bernard Tomic                    |
| 25 26 | Wimbledonmästerskapen 2011 London, Storbritannien Grand Slam £ Ej offentliggjort - Gräs - 128S/64D/32X Lottning: Singel - Dubbel - Mixed | Bob Bryan Mike Bryan 6-3; 6-4; 7-6(2)                  | Robert Lindstedt Horia Tecău  | Andy Murray Jo-Wilfried Tsonga  | Mardy Fish Feliciano López Roger Federer Bernard Tomic                    |
| 25 26 | Wimbledonmästerskapen 2011 London, Storbritannien Grand Slam £ Ej offentliggjort - Gräs - 128S/64D/32X Lottning: Singel - Dubbel - Mixed | Jürgen Melzer Iveta Benešová 6-3; 6-2                  | Mahesh Bhupathi Elena Vesnina | Andy Murray Jo-Wilfried Tsonga  | Mardy Fish Feliciano López Roger Federer Bernard Tomic                    |

### Juli
| Vecka | Turnering | Mästare                                                     | Finalister                               | Semifinalister                    | Kvartsfinalister                                                                      |
| ----- | --- | ----------------------------------------------------------- | ---------------------------------------- | --------------------------------- | ------------------------------------------------------------------------------------- |
| 27    | Campbell's Hall of Fame Tennis Championships 2011 Newport, Rhode Island, USA ATP World Tour 250 $442 500 - Gräs - 32S/16D Lottning: Singel - Dubbel | John Isner 6-3; 7-6(6)                                      | Olivier Rochus                           | Tobias Kamke Michael Yani         | Alex Bogomolov, Jr. Éduard Roger-Vasselin Matthew Ebden Denis Kudla                   |
| 27    | Campbell's Hall of Fame Tennis Championships 2011 Newport, Rhode Island, USA ATP World Tour 250 $442 500 - Gräs - 32S/16D Lottning: Singel - Dubbel | Matthew Ebden Ryan Harrison 4-6; 6-3; [10-5]                | Johan Brunström Adil Shamasdin           | Tobias Kamke Michael Yani         | Alex Bogomolov, Jr. Éduard Roger-Vasselin Matthew Ebden Denis Kudla                   |
| 27    | Davis Cup 2011 Kvartsfinaler | Vinnare Serbien 4–1 Argentina 5–0 Spanien 3–1 Frankrike 4–1 | Förlorare Sverige Kazakstan USA Tyskland |                                   |                                                                                       |
| 28    | MercedesCup 2011 Stuttgart, Tyskland ATP World Tour 250 €398 250 - Grus - 28S/16D Lottning: Singel - Dubbel                                         | Juan Carlos Ferrero 6-4; 6-0                                | Pablo Andújar                            | Federico del Bonis Łukasz Kubot   | Pavol Červenák Marcel Granollers Cedrik-Marcel Stebe Santiago Giraldo                 |
| 28    | MercedesCup 2011 Stuttgart, Tyskland ATP World Tour 250 €398 250 - Grus - 28S/16D Lottning: Singel - Dubbel                                         | Jürgen Melzer Philipp Petzschner 6-3; 6-4                   | Marcel Granollers Marc López             | Federico del Bonis Łukasz Kubot   | Pavol Červenák Marcel Granollers Cedrik-Marcel Stebe Santiago Giraldo                 |
| 28    | SkiStar Swedish Open 2011 Båstad, Sverige ATP World Tour 250 €398 250 - Grus - 28S/16D Lottning: Singel - Dubbel                                    | Robin Söderling 6-2; 6-2                                    | David Ferrer                             | Tomáš Berdych Nicolás Almagro     | Potito Starace Blaž Kavčič Michael Ryderstedt Andreas Haider-Maurer                   |
| 28    | SkiStar Swedish Open 2011 Båstad, Sverige ATP World Tour 250 €398 250 - Grus - 28S/16D Lottning: Singel - Dubbel                                    | Robert Lindstedt Horia Tecău 6-3; 6-3                       | Simon Aspelin Andreas Siljeström         | Tomáš Berdych Nicolás Almagro     | Potito Starace Blaž Kavčič Michael Ryderstedt Andreas Haider-Maurer                   |
| 29    | German Open Tennis Championships 2011 Hamburg, Tyskland ATP World Tour 500 €1 000 000 - Grus - 48S/16D Lottning: Singel - Dubbel                    | Gilles Simon 6-4; 4-6; 6-4                                  | Nicolás Almagro                          | Michail Juzjnyj Fernando Verdasco | Gaël Monfils Marin Čilić Florian Mayer Jürgen Melzer                                  |
| 29    | German Open Tennis Championships 2011 Hamburg, Tyskland ATP World Tour 500 €1 000 000 - Grus - 48S/16D Lottning: Singel - Dubbel                    | Oliver Marach Alexander Peya 6-4; 6-1                       | František Čermák Filip Polášek           | Michail Juzjnyj Fernando Verdasco | Gaël Monfils Marin Čilić Florian Mayer Jürgen Melzer                                  |
| 29    | Atlanta Tennis Championships 2011 Atlanta, USA ATP World Tour 250 $531 000 - Hard - 28S/16D Lottning: Singel - Dubbel                               | Mardy Fish 3-6; 7-6(6); 6-2                                 | John Isner                               | Ryan Harrison Gilles Müller       | Somdev Devvarman Rajeev Ram Mall:Landsdata Taipei Lu Yen-hsun Kevin Anderson          |
| 29    | Atlanta Tennis Championships 2011 Atlanta, USA ATP World Tour 250 $531 000 - Hard - 28S/16D Lottning: Singel - Dubbel                               | Alex Bogomolov, Jr. Matthew Ebden 3-6; 7-5; [10-8]          | Matthias Bachinger Frank Moser           | Ryan Harrison Gilles Müller       | Somdev Devvarman Rajeev Ram Mall:Landsdata Taipei Lu Yen-hsun Kevin Anderson          |
| 30    | Allianz Suisse Open Gstaad 2011 Gstaad, Schweiz ATP World Tour 250 €398 250 - Grus - 28S/16D Lottning: Singel - Dubbel                              | Marcel Granollers 6-4; 3-6; 6-3                             | Fernando Verdasco                        | Nicolás Almagro Michail Juzjnyj   | Feliciano López Julien Benneteau Andreas Haider-Maurer Stanislas Wawrinka             |
| 30    | Allianz Suisse Open Gstaad 2011 Gstaad, Schweiz ATP World Tour 250 €398 250 - Grus - 28S/16D Lottning: Singel - Dubbel                              | František Čermák Filip Polášek 6-3; 7-6(7)                  | Christopher Kas Alexander Peya           | Nicolás Almagro Michail Juzjnyj   | Feliciano López Julien Benneteau Andreas Haider-Maurer Stanislas Wawrinka             |
| 30    | Farmers Classic 2011 Los Angeles, USA ATP World Tour 250 $619 500 - Hard - 28S/16D Lottning: Singel - Dubbel                                        | Ernests Gulbis 5-7; 6-4; 6-4                                | Mardy Fish                               | Ryan Harrison Alex Bogomolov, Jr. | Igor Kunitsyn Mall:Landsdata Taipei Lu Yen-hsun Thomaz Bellucci Juan Martín del Potro |
| 30    | Farmers Classic 2011 Los Angeles, USA ATP World Tour 250 $619 500 - Hard - 28S/16D Lottning: Singel - Dubbel                                        | Mark Knowles Xavier Malisse 7-6(3); 7-6(10)                 | Somdev Devvarman Treat Conrad Huey       | Ryan Harrison Alex Bogomolov, Jr. | Igor Kunitsyn Mall:Landsdata Taipei Lu Yen-hsun Thomaz Bellucci Juan Martín del Potro |
| 30    | ATP Studena Croatia Open 2011 Umag, Kroatien ATP World Tour 250 €398 250 - Grus - 28S/16D Lottning: Singel - Dubbel                                 | Alexandr Dolgopolov 6-4; 3-6; 6-3                           | Marin Čilić                              | Fabio Fognini Juan Carlos Ferrero | Potito Starace Andreas Seppi Carlos Berlocq Albert Ramos                              |
| 30    | ATP Studena Croatia Open 2011 Umag, Kroatien ATP World Tour 250 €398 250 - Grus - 28S/16D Lottning: Singel - Dubbel                                 | Simone Bolelli Fabio Fognini 6-3; 5-7; [10-7]               | Marin Čilić Lovro Zovko                  | Fabio Fognini Juan Carlos Ferrero | Potito Starace Andreas Seppi Carlos Berlocq Albert Ramos                              |

### Augusti
| Vecka | Turnering | Mästare                                                 | Finalister                           | Semifinalister                      | Kvartsfinalister                                                   |
| ----- | --- | ------------------------------------------------------- | ------------------------------------ | ----------------------------------- | ------------------------------------------------------------------ |
| 31    | Austrian Open Kitzbühel 2011 Kitzbühel, Österrike ATP World Tour 250 €450 000 - Grus - 28S/16D Lottning: Singel - Dubbel   | Robin Haase 6-4; 4-6; 6-1                               | Albert Montañés                      | Juan Ignacio Chela João Souza       | Marcel Granollers Santiago Giraldo Pablo Andújar Andreas Seppi     |
| 31    | Austrian Open Kitzbühel 2011 Kitzbühel, Österrike ATP World Tour 250 €450 000 - Grus - 28S/16D Lottning: Singel - Dubbel   | Daniele Bracciali Santiago González 7-6(1); 4-6; [11-9] | Franco Ferreiro André Sá             | Juan Ignacio Chela João Souza       | Marcel Granollers Santiago Giraldo Pablo Andújar Andreas Seppi     |
| 31    | Legg Mason Tennis Classic 2011 Washington DC, USA ATP World Tour 500 $1 165 500 - Hard - 48S/16D Lottning: Singel - Dubbel | Radek Štěpánek 6-4; 6-4                                 | Gaël Monfils                         | John Isner Donald Young             | Janko Tipsarević Viktor Troicki Marcos Baghdatis Fernando Verdasco |
| 31    | Legg Mason Tennis Classic 2011 Washington DC, USA ATP World Tour 500 $1 165 500 - Hard - 48S/16D Lottning: Singel - Dubbel | Michaël Llodra Nenad Zimonjić 6-7(3); 7-6(6); [10-7]    | Robert Lindstedt Horia Tecău         | John Isner Donald Young             | Janko Tipsarević Viktor Troicki Marcos Baghdatis Fernando Verdasco |
| 32    | Rogers Cup 2011 Montréal, Kanada ATP Masters 1000 $2 430 000 - Hard - 56S/24D Lottning: Singel - Dubbel                    | Novak Djokovic 6-2; 3-6; 6-4                            | Mardy Fish                           | Jo-Wilfried Tsonga Janko Tipsarević | Gaël Monfils Nicolás Almagro Stanislas Wawrinka Tomáš Berdych      |
| 32    | Rogers Cup 2011 Montréal, Kanada ATP Masters 1000 $2 430 000 - Hard - 56S/24D Lottning: Singel - Dubbel                    | Michaël Llodra Nenad Zimonjić 6-4; 6-7(5); [10-5]       | Bob Bryan Mike Bryan                 | Jo-Wilfried Tsonga Janko Tipsarević | Gaël Monfils Nicolás Almagro Stanislas Wawrinka Tomáš Berdych      |
| 33    | Western & Southern Open 2011 Cincinnati, USA ATP Masters 1000 $2 430 000 - Hard - 56S/24D Lottning: Singel - Dubbel        | Andy Murray 6-4; 3-0 (wo)                               | Novak Djokovic                       | Tomáš Berdych Mardy Fish            | Gaël Monfils Roger Federer Gilles Simon Rafael Nadal               |
| 33    | Western & Southern Open 2011 Cincinnati, USA ATP Masters 1000 $2 430 000 - Hard - 56S/24D Lottning: Singel - Dubbel        | Mahesh Bhupethi Leander Paes 7-6(4); 7-6 (2)            | Michaël Llodra Nenad Zimonjić        | Tomáš Berdych Mardy Fish            | Gaël Monfils Roger Federer Gilles Simon Rafael Nadal               |
| 34    | Winston Salem 2011 Winston Salem, USA ATP World Tour 250 $553 125 - Hard - 48S/?D Lottning: Singel - Dubbel                | John Isner 4-6; 6-3; 6-4                                | Julien Benneteau                     | Andy Roddick Robin Haase            | Juan Mónaco Marcos Baghdatis Alexandr Dolgopolov Sergiy Stakhovsky |
| 34    | Winston Salem 2011 Winston Salem, USA ATP World Tour 250 $553 125 - Hard - 48S/?D Lottning: Singel - Dubbel                | Jonathan Erlich Andy Ram 7-6(2); 6-4                    | Christopher Kas Alexander Peya       | Andy Roddick Robin Haase            | Juan Mónaco Marcos Baghdatis Alexandr Dolgopolov Sergiy Stakhovsky |
| 35 36 | US Open 2011 New York, USA Grand Slam $ Ej offentliggjort - Hard - 128S/64D/32X Lottning: Singel - Dubbel - Mixed          | Novak Djokovic 6-2; 6-4; 6-7(3); 6-1                    | Rafael Nadal                         | Roger Federer Andy Murray           | Janko Tipsarević Jo-Wilfried Tsonga John Isner Andy Roddick        |
| 35 36 | US Open 2011 New York, USA Grand Slam $ Ej offentliggjort - Hard - 128S/64D/32X Lottning: Singel - Dubbel - Mixed          | Jürgen Melzer Philipp Petzschner 6-2; 6-2               | Mariusz Fyrstenberg Marcin Matkowski | Roger Federer Andy Murray           | Janko Tipsarević Jo-Wilfried Tsonga John Isner Andy Roddick        |
| 35 36 | US Open 2011 New York, USA Grand Slam $ Ej offentliggjort - Hard - 128S/64D/32X Lottning: Singel - Dubbel - Mixed          | Jack Sock Melanie Oudin 7-6(4); 4-6; [10-8]             | Eduardo Schwank Gisela Dulko         | Roger Federer Andy Murray           | Janko Tipsarević Jo-Wilfried Tsonga John Isner Andy Roddick        |

### September
| Vecka | Turnering | Mästare                                           | Finalister                       | Semifinalister                      | Kvartsfinalister                                                 |
| ----- | --- | ------------------------------------------------- | -------------------------------- | ----------------------------------- | ---------------------------------------------------------------- |
| 37    | Davis Cup 2011 Semifinaler | Vinnare Argentina 3–2 Spanien 4–1                 | Förlorare Serbien Frankrike      |                                     |                                                                  |
| 38    | Open de Moselle 2011 Metz, Frankrike ATP World Tour 250 €398 250 - Hard (i) - 28S/16D Lottning: Singel - Dubbel                    | Jo-Wilfried Tsonga 6-3; 6-7(4); 6-3               | Ivan Ljubičić                    | Alexandr Dolgopolov Gilles Müller   | Nicolas Mahut Xavier Malisse Igor Sijsling Richard Gasquet       |
| 38    | Open de Moselle 2011 Metz, Frankrike ATP World Tour 250 €398 250 - Hard (i) - 28S/16D Lottning: Singel - Dubbel                    | Jamie Murray André Sá 6-4; 7-6(7)                 | Lukáš Dlouhý Marcelo Melo        | Alexandr Dolgopolov Gilles Müller   | Nicolas Mahut Xavier Malisse Igor Sijsling Richard Gasquet       |
| 38    | BCR Open Romania 2011 Bukarest, Rumänien ATP World Tour 250 €368 450 - Grus - 28S/16D Lottning: Singel - Dubbel                    | Florian Mayer 6-3; 6-1                            | Pablo Andújar                    | Juan Ignacio Chela Filippo Volandri | Andreas Seppi Alessandro Giannessi João Souza Albert Ramos       |
| 38    | BCR Open Romania 2011 Bukarest, Rumänien ATP World Tour 250 €368 450 - Grus - 28S/16D Lottning: Singel - Dubbel                    | Daniele Bracciali Potito Storace 3-6; 6-4; [10-8] | Julian Knowle David Marrero      | Juan Ignacio Chela Filippo Volandri | Andreas Seppi Alessandro Giannessi João Souza Albert Ramos       |
| 39    | PTT Thailand Open 2011 Bangkok, Thailand ATP World Tour 250 $551 000 - Hard - 28S/16D Lottning: Singel - Dubbel                    | Andy Murray 6-2; 6-0                              | Donald Young                     | Gilles Simon Gaël Monfils           | Grigor Dimitrov Matthias Bachinger Go Soeda Jarkko Nieminen      |
| 39    | PTT Thailand Open 2011 Bangkok, Thailand ATP World Tour 250 $551 000 - Hard - 28S/16D Lottning: Singel - Dubbel                    | Oliver Marach Aisam-ul-Haq Qureshi 7-6(4); 7-6(5) | Michael Kohlmann Alexander Waske | Gilles Simon Gaël Monfils           | Grigor Dimitrov Matthias Bachinger Go Soeda Jarkko Nieminen      |
| 39    | Malaysian Open Kuala Lumpur 2011 Kuala Lumpur, Malaysia ATP World Tour 250 $850 000 - Hard (i) - 28S/16D Lottning: Singel - Dubbel | Janko Tipsarević 6-4; 7-5                         | Marcos Baghdatis                 | Kei Nishikori Viktor Troicki        | Nicolás Almagro Nikolaj Davydenko Jürgen Melzer Dmitrij Tursunov |
| 39    | Malaysian Open Kuala Lumpur 2011 Kuala Lumpur, Malaysia ATP World Tour 250 $850 000 - Hard (i) - 28S/16D Lottning: Singel - Dubbel | Eric Butorac Jean-Julien Rojer 6-1; 6-3           | František Čermák Filip Polášek   | Kei Nishikori Viktor Troicki        | Nicolás Almagro Nikolaj Davydenko Jürgen Melzer Dmitrij Tursunov |

### Oktober
| Vecka | Turnering | Mästare                                         | Finalister                          | Semifinalister                      | Kvartsfinalister                                                          |
| ----- | --- | ----------------------------------------------- | ----------------------------------- | ----------------------------------- | ------------------------------------------------------------------------- |
| 40    | China Open 2011 Peking, Kina ATP World Tour 500 $2 100 000 - Hard - 32S/16D Lottning: Singel - Dubbel                              | Tomáš Berdych 3-6; 6-4; 6-1                     | Marin Čilić                         | Jo-Wilfried Tsonga Ivan Ljubičić    | Juan Carlos Ferrero Fernando Verdasco Michail Juzjnyj Kevin Anderson      |
| 40    | China Open 2011 Peking, Kina ATP World Tour 500 $2 100 000 - Hard - 32S/16D Lottning: Singel - Dubbel                              | Michaël Llodra Nenad Zimonjić 7-6(2); 7-6(4)    | Robert Lindstedt Horia Tecău        | Jo-Wilfried Tsonga Ivan Ljubičić    | Juan Carlos Ferrero Fernando Verdasco Michail Juzjnyj Kevin Anderson      |
| 40    | Rakuten Japan Open Tennis Championships 2011 Tokyo, Japan ATP World Tour 500 $1 100 000 - Hard - 32S/16D Lottning: Singel - Dubbel | Andy Murray 3-6; 6-2; 6-0                       | Rafael Nadal                        | Mardy Fish David Ferrer             | Santiago Giraldo Bernard Tomic Radek Štěpánek David Nalbandian            |
| 40    | Rakuten Japan Open Tennis Championships 2011 Tokyo, Japan ATP World Tour 500 $1 100 000 - Hard - 32S/16D Lottning: Singel - Dubbel | Andy Murray Jamie Murray 6-1; 6-4               | František Čermák Filip Polášek      | Mardy Fish David Ferrer             | Santiago Giraldo Bernard Tomic Radek Štěpánek David Nalbandian            |
| 41    | Shanghai Rolex Masters 2011 Shanghai, Kina ATP Masters 1000 $3 240 000 - Hard - 56S/24D Lottning: Singel - Dubbel                  | Andy Murray 7-5; 6-4                            | David Ferrer                        | Feliciano López Kei Nishikori       | Florian Mayer Andy Roddick Alexandr Dolgopolov Matthew Ebden              |
| 41    | Shanghai Rolex Masters 2011 Shanghai, Kina ATP Masters 1000 $3 240 000 - Hard - 56S/24D Lottning: Singel - Dubbel                  | Max Mirnyj Daniel Nestor 3-6; 6-1; [12-10]      | Michaël Llodra Nenad Zimonjić       | Feliciano López Kei Nishikori       | Florian Mayer Andy Roddick Alexandr Dolgopolov Matthew Ebden              |
| 42    | If Stockholm Open 2011 Stockholm, Sverige ATP World Tour 250 €531 000 - Hard (i) - 28S/16D Lottning: Singel - Dubbel               | Gaël Monfils 7-5; 3-6; 6-2                      | Jarkko Nieminen                     | Milos Raonic James Blake            | Kevin Anderson Grigor Dimitrov Tobias Kamke David Nalbandian              |
| 42    | If Stockholm Open 2011 Stockholm, Sverige ATP World Tour 250 €531 000 - Hard (i) - 28S/16D Lottning: Singel - Dubbel               | Rohan Bopanna Aisam-ul-Haq Qureshi 6-1; 6-3     | Marcelo Melo Bruno Soares           | Milos Raonic James Blake            | Kevin Anderson Grigor Dimitrov Tobias Kamke David Nalbandian              |
| 42    | Kremlin Cup 2011 Moskva, Ryssland ATP World Tour 250 $1 000 000 - Hard (i) - 28S/16D Lottning: Singel - Dubbel                     | Janko Tipsarević 6-4; 6-2                       | Viktor Troicki                      | Nikolaj Davydenko Jérémy Chardy     | Dmitrij Tursunov Michael Berrer Philipp Kohlschreiber Alex Bogomolov, Jr. |
| 42    | Kremlin Cup 2011 Moskva, Ryssland ATP World Tour 250 $1 000 000 - Hard (i) - 28S/16D Lottning: Singel - Dubbel                     | František Čermák Filip Polášek 6-3; 6-1         | Carlos Berlocq David Marrero        | Nikolaj Davydenko Jérémy Chardy     | Dmitrij Tursunov Michael Berrer Philipp Kohlschreiber Alex Bogomolov, Jr. |
| 43    | Bank Austria TennisTrophy 2011 Wien, Österrike ATP World Tour 250 €575 250 - Hard (i) - 28S/16D Lottning: Singel - Dubbel          | Jo-Wilfried Tsonga 6-7(5); 6-3; 6-4             | Juan Martín del Potro               | Daniel Brands Kevin Anderson        | Xavier Malisse Steve Darcis Jürgen Melzer Tommy Haas                      |
| 43    | Bank Austria TennisTrophy 2011 Wien, Österrike ATP World Tour 250 €575 250 - Hard (i) - 28S/16D Lottning: Singel - Dubbel          | Bob Bryan Mike Bryan 7-6(10); 6-3               | Max Mirnyj Daniel Nestor            | Daniel Brands Kevin Anderson        | Xavier Malisse Steve Darcis Jürgen Melzer Tommy Haas                      |
| 43    | St. Petersburg Open 201 Sankt Petersburg, Ryssland ATP World Tour 250 $663 750 - Hard (i) - 32S/16D Lottning: Singel - Dubbel      | Marin Čilić 6-3; 3-6; 6-2                       | Janko Tipsarević                    | Michail Juzjnyj Alex Bogomolov, Jr. | Adrian Mannarino Andreas Seppi Dušan Lajović Potito Storace               |
| 43    | St. Petersburg Open 201 Sankt Petersburg, Ryssland ATP World Tour 250 $663 750 - Hard (i) - 32S/16D Lottning: Singel - Dubbel      | Colin Fleming Ross Hutchins 6-3; 6-7(5); [10-8] | Michail Elgin Alexander Kudryavtsev | Michail Juzjnyj Alex Bogomolov, Jr. | Adrian Mannarino Andreas Seppi Dušan Lajović Potito Storace               |
| 44    | Valencia Open 500 2011 Valencia, Spanien ATP World Tour 500 €1 357 000 - Hard - 32S/16D Lottning: Singel - Dubbel                  | Marcel Granollers 6-2; 4-6; 7-6(3)              | Juan Mónaco                         | David Ferrer Juan Martín del Potro  | Nikolaj Davydenko Juan Carlos Ferrero Gaël Monfils Sam Querrey            |
| 44    | Valencia Open 500 2011 Valencia, Spanien ATP World Tour 500 €1 357 000 - Hard - 32S/16D Lottning: Singel - Dubbel                  | Bob Bryan Mike Bryan 6-4; 7-6(9)                | Eric Butorac Jean-Julien Rojer      | David Ferrer Juan Martín del Potro  | Nikolaj Davydenko Juan Carlos Ferrero Gaël Monfils Sam Querrey            |
| 44    | Swiss Indoors Basel 2011 Basel, Schweiz ATP World Tour 500 €1 225 000 - Hard (i) - 32S/16D Lottning: Singel - Dubbel               | Roger Federer 6-1; 6-3                          | Kei Nishikori                       | Novak Djokovic Stanislas Wawrinka   | Marcos Baghdatis Mikhail Kukushkin Andy Roddick Florian Mayer             |
| 44    | Swiss Indoors Basel 2011 Basel, Schweiz ATP World Tour 500 €1 225 000 - Hard (i) - 32S/16D Lottning: Singel - Dubbel               | Michaël Llodra Nenad Zimonjić 6-4; 7-5          | Max Mirnyj Daniel Nestor            | Novak Djokovic Stanislas Wawrinka   | Marcos Baghdatis Mikhail Kukushkin Andy Roddick Florian Mayer             |

### November
| Vecka | Turnering | Mästare                                     | Finalister                           | Semifinalister                | Kvartsfinalister                                        |
| ----- | --- | ------------------------------------------- | ------------------------------------ | ----------------------------- | ------------------------------------------------------- |
| 45    | BNP Paribas Masters 2011 Paris, Frankrike ATP Masters 1000 €2 227 500 - Hard - 48S/24D Lottning: Singel - Dubbel                         | Roger Federer 6-1; 7-6(3)                   | Jo-Wilfried Tsonga                   | John Isner Tomáš Berdych      | Novak Djokovic David Ferrer Juan Mónaco Andy Murray     |
| 45    | BNP Paribas Masters 2011 Paris, Frankrike ATP Masters 1000 €2 227 500 - Hard - 48S/24D Lottning: Singel - Dubbel                         | Rohan Bopanna Aisam-ul-Haq Qureshi 6-2; 6-4 | Julien Benneteau Nicolas Mahut       | John Isner Tomáš Berdych      | Novak Djokovic David Ferrer Juan Mónaco Andy Murray     |
| 46    | Inga turneringar denna vecka. | Inga turneringar denna vecka.               | Inga turneringar denna vecka.        | Inga turneringar denna vecka. | Inga turneringar denna vecka.                           |
| 47    | Barclays ATP World Tour Finals 2011 London, Storbritannien ATP World Tour Finals £2 227 500 - Hard (i) - 8S/8D Lottning: Singel - Dubbel | Roger Federer 6-3; 6-7(6); 6-3              | Jo-Wilfried Tsonga                   | Tomáš Berdych David Ferrer    | Novak Djokovic Janko Tipsarević Rafael Nadal Mardy Fish |
| 47    | Barclays ATP World Tour Finals 2011 London, Storbritannien ATP World Tour Finals £2 227 500 - Hard (i) - 8S/8D Lottning: Singel - Dubbel | Max Mirnyj Daniel Nestor 7-5; 6-3           | Mariusz Fyrstenberg Marcin Matkowski | Tomáš Berdych David Ferrer    | Novak Djokovic Janko Tipsarević Rafael Nadal Mardy Fish |
| 48    | Davis Cup 2011 Final | Spanien 3–1                                 | Argentina                            |                               |                                                         |

### December
| Vecka                        | Turnering | Mästare | Finalister | Semifinalister | Kvartsfinalister |
| ---------------------------- | --------- | ------- | ---------- | -------------- | ---------------- |
| Inga turneringar denna månad |           |         |            |                |                  |

## Titlar
Dessa tabeller presenterar antalet singel- (S), dubbel- (D) och mixed dubbel- (X) titlar som varje spelare/land har vunnit under ATP-touren 2011. De turneringar som räknas är: Grand Slam, ATP World Tour Finals, ATP Masters 1000, ATP World Tour 500 och ATP World Tour 250. 

Spelarna/länderna sorteras efter:
1. Antalet vunna titlar (en dubbeltitel med två spelare från samma land räknas bara som en titel för landet men som varsin titel individuellt)
2. Sammanräknad betydelse av titlarna (en Grand Slam-titel motsvarar två ATP Masters 1000-titlar, en ATP World Tour Finals-titel motsvarar 1½ ATP Masters 1000-titel, en ATP Masters 1000-titel motsvarar två ATP World Tour 500-titlar och en ATP World Tour 500-titel motsvarar två ATP World Tour 250-titlar)
3. Singel > Dubbel > Mixed Dubbel (från mest till minst betydelse)
4. Enligt efternamn

För att undvika förvirring och/eller dubbelräkning skall tabellerna bara uppdateras efter en turnerings slut (→ VECKA 5: Johannesburg, Zagreb & Santiago, Singel & Dubbel)

### Färgförklaring
| Grand Slam titlar           |
| ATP World Tour Finals       |
| ATP World Tour Masters 1000 |
| ATP World Tour 500          |
| ATP World Tour 250          |
| Alla titlar                 |

### Titlar per spelare
| Totalt | Spelare                     | S | D | X | S | D | S | D | S | D | S | D | S  | D | X |
| ------ | --------------------------- | - | - | - | - | - | - | - | - | - | - | - | -- | - | - |
| 10     | Novak Djokovic (SRB)        | ● |   |   |   |   | ● |   | ● |   | ● |   | 10 | 0 | 0 |
| 8      | Bob Bryan (USA)             |   | ● |   |   |   |   | ● |   | ● |   | ● | 0  | 8 | 0 |
| 8      | Mike Bryan (USA)            |   | ● |   |   |   |   | ● |   | ● |   | ● | 0  | 8 | 0 |
| 6      | Andy Murray (GBR)           |   |   |   |   |   | ● |   | ● | ● | ● |   | 5  | 1 | 0 |
| 5      | Daniel Nestor (CAN)         |   | ● | ● |   | ● |   | ● |   | ● |   |   | 0  | 4 | 1 |
| 4      | Rafael Nadal (ESP)          | ● |   |   |   |   | ● |   | ● |   |   | ● | 3  | 1 | 0 |
| 4      | Max Mirnyj (BLR)            |   | ● |   |   | ● |   | ● |   | ● |   |   | 0  | 4 | 0 |
| 4      | Jürgen Melzer (AUT)         |   | ● | ● |   |   |   |   |   | ● |   | ● | 0  | 3 | 1 |
| 4      | Roger Federer (SUI)         |   |   |   | ● |   | ● |   | ● |   | ● |   | 4  | 0 | 0 |
| 4      | Scott Lipsky (USA)          |   |   | ● |   |   |   |   |   | ● |   | ● | 0  | 3 | 1 |
| 4      | Michaël Llodra (FRA)        |   |   |   |   |   |   | ● |   | ● |   |   | 0  | 4 | 0 |
| 4      | Nenad Zimonjić (SRB)        |   |   |   |   |   |   | ● |   | ● |   |   | 0  | 4 | 0 |
| 4      | Aisam-ul-Haq Qureshi (PAK)  |   |   |   |   |   |   | ● |   |   |   | ● | 0  | 4 | 0 |
| 4      | Robin Söderling (SWE)       |   |   |   |   |   |   |   | ● |   | ● |   | 4  | 0 | 0 |
| 4      | Horia Tecău (ROU)           |   |   |   |   |   |   |   |   | ● |   | ● | 0  | 4 | 0 |
| 4      | František Čermák (CZE)      |   |   |   |   |   |   |   |   |   |   | ● | 0  | 4 | 0 |
| 3      | Philipp Petzschner (GER)    |   | ● |   |   |   |   |   |   | ● |   | ● | 0  | 3 | 0 |
| 3      | Mahesh Bhupathi (IND)       |   |   |   |   |   |   | ● |   |   |   | ● | 0  | 3 | 0 |
| 3      | Leander Paes (IND)          |   |   |   |   |   |   | ● |   |   |   | ● | 0  | 3 | 0 |
| 3      | John Isner (USA)            |   |   |   |   |   |   | ● |   |   | ● |   | 2  | 1 | 0 |
| 3      | Rohan Bopanna (IND)         |   |   |   |   |   |   | ● |   |   |   | ● | 0  | 3 | 0 |
| 3      | Marcel Granollers (ESP)     |   |   |   |   |   |   |   | ● |   | ● | ● | 2  | 1 | 0 |
| 3      | Oliver Marach (AUT)         |   |   |   |   |   |   |   |   | ● |   | ● | 0  | 3 | 0 |
| 3      | Nicolás Almagro (ESP)       |   |   |   |   |   |   |   |   |   | ● |   | 3  | 0 | 0 |
| 3      | Daniele Bracciali (ITA)     |   |   |   |   |   |   |   |   |   |   | ● | 0  | 3 | 0 |
| 3      | Eric Butorac (USA)          |   |   |   |   |   |   |   |   |   |   | ● | 0  | 3 | 0 |
| 3      | Filip Polášek (SVK)         |   |   |   |   |   |   |   |   |   |   | ● | 0  | 4 | 0 |
| 3      | Jean-Julien Rojer (CUR)     |   |   |   |   |   |   |   |   |   |   | ● | 0  | 3 | 0 |
| 2      | Alexandr Dolgopolov (UKR)   |   |   |   |   |   |   | ● |   |   | ● |   | 1  | 1 | 0 |
| 2      | Xavier Malisse (BEL)        |   |   |   |   |   |   | ● |   |   |   | ● | 0  | 2 | 0 |
| 2      | David Ferrer (ESP)          |   |   |   |   |   |   |   | ● |   | ● |   | 2  | 0 | 0 |
| 2      | Gilles Simon (FRA)          |   |   |   |   |   |   |   | ● |   | ● |   | 2  | 0 | 0 |
| 2      | Santiago González (MEX)     |   |   |   |   |   |   |   |   | ● |   | ● | 0  | 2 | 0 |
| 2      | Jamie Murray (GBR)          |   |   |   |   |   |   |   |   | ● |   | ● | 0  | 2 | 0 |
| 2      | Juan Martín del Potro (ARG) |   |   |   |   |   |   |   |   |   | ● |   | 2  | 0 | 0 |
| 2      | Janko Tipsarević (SRB)      |   |   |   |   |   |   |   |   |   | ● |   | 2  | 0 | 0 |
| 2      | Jo-Wilfried Tsonga (FRA)    |   |   |   |   |   |   |   |   |   | ● |   | 2  | 0 | 0 |
| 2      | Robin Haase (NED)           |   |   |   |   |   |   |   |   |   | ● | ● | 1  | 1 | 0 |
| 2      | Tommy Robredo (ESP)         |   |   |   |   |   |   |   |   |   | ● | ● | 1  | 1 | 0 |
| 2      | Simone Bolelli (ITA)        |   |   |   |   |   |   |   |   |   |   | ● | 0  | 2 | 0 |
| 2      | Lukáš Dlouhý (CZE)          |   |   |   |   |   |   |   |   |   |   | ● | 0  | 2 | 0 |
| 2      | Matthew Ebden (AUS)         |   |   |   |   |   |   |   |   |   |   | ● | 0  | 2 | 0 |
| 2      | Jonathan Erlich (ISR)       |   |   |   |   |   |   |   |   |   |   | ● | 0  | 2 | 0 |
| 2      | Paul Hanley (AUS)           |   |   |   |   |   |   |   |   |   |   | ● | 0  | 2 | 0 |
| 2      | Robert Lindstedt (SWE)      |   |   |   |   |   |   |   |   |   |   | ● | 0  | 2 | 0 |
| 2      | Marcelo Melo (BRA)          |   |   |   |   |   |   |   |   |   |   | ● | 0  | 2 | 0 |
| 2      | Andy Ram (ISR)              |   |   |   |   |   |   |   |   |   |   | ● | 0  | 2 | 0 |
| 2      | Rajeev Ram (USA)            |   |   |   |   |   |   |   |   |   |   | ● | 0  | 2 | 0 |
| 2      | Bruno Soares (BRA)          |   |   |   |   |   |   |   |   |   |   | ● | 0  | 2 | 0 |
| 1      | Jack Sock (USA)             |   |   | ● |   |   |   |   |   |   |   |   | 0  | 0 | 1 |
| 1      | Sam Querrey (USA)           |   |   |   |   |   |   | ● |   |   |   |   | 0  | 1 | 0 |
| 1      | Tomáš Berdych (CZE)         |   |   |   |   |   |   |   | ● |   |   |   | 1  | 0 | 0 |
| 1      | Andy Roddick (USA)          |   |   |   |   |   |   |   | ● |   |   |   | 1  | 0 | 0 |
| 1      | Radek Štěpánek (CZE)        |   |   |   |   |   |   |   | ● |   |   |   | 1  | 0 | 0 |
| 1      | Victor Hănescu (ROU)        |   |   |   |   |   |   |   |   | ● |   |   | 0  | 1 | 0 |
| 1      | Alexander Peya (AUT)        |   |   |   |   |   |   |   |   | ● |   |   | 0  | 1 | 0 |
| 1      | Sergiy Stakhovsky (UKR)     |   |   |   |   |   |   |   |   | ● |   |   | 0  | 1 | 0 |
| 1      | Mikhail Juzjnyj (RUS)       |   |   |   |   |   |   |   |   | ● |   |   | 0  | 1 | 0 |
| 1      | Kevin Anderson (RSA)        |   |   |   |   |   |   |   |   |   | ● |   | 1  | 0 | 0 |
| 1      | Pablo Andújar (ESP)         |   |   |   |   |   |   |   |   |   | ● |   | 1  | 0 | 0 |
| 1      | Marin Čilić (CRO)           |   |   |   |   |   |   |   |   |   | ● |   | 1  | 0 | 0 |
| 1      | Nikolaj Davydenko (RUS)     |   |   |   |   |   |   |   |   |   | ● |   | 1  | 0 | 0 |
| 1      | Ivan Dodig (CRO)            |   |   |   |   |   |   |   |   |   | ● |   | 1  | 0 | 0 |
| 1      | Juan Carlos Ferrero (ESP)   |   |   |   |   |   |   |   |   |   | ● |   | 1  | 0 | 0 |
| 1      | Mardy Fish (USA)            |   |   |   |   |   |   |   |   |   | ● |   | 1  | 0 | 0 |
| 1      | Ernests Gulbis (LAT)        |   |   |   |   |   |   |   |   |   | ● |   | 1  | 0 | 0 |
| 1      | Philipp Kohlschreiber (GER) |   |   |   |   |   |   |   |   |   | ● |   | 1  | 0 | 0 |
| 1      | Florian Mayer (GER)         |   |   |   |   |   |   |   |   |   | ● |   | 1  | 0 | 0 |
| 1      | Gaël Monfils (FRA)          |   |   |   |   |   |   |   |   |   | ● |   | 1  | 0 | 0 |
| 1      | Milos Raonic (CAN)          |   |   |   |   |   |   |   |   |   | ● |   | 1  | 0 | 0 |
| 1      | Andreas Seppi (ITA)         |   |   |   |   |   |   |   |   |   | ● |   | 1  | 0 | 0 |
| 1      | Ryan Sweeting (USA)         |   |   |   |   |   |   |   |   |   | ● |   | 1  | 0 | 0 |
| 1      | Dmitry Tursunov (RUS)       |   |   |   |   |   |   |   |   |   | ● |   | 1  | 0 | 0 |
| 1      | Stanislas Wawrinka (SUI)    |   |   |   |   |   |   |   |   |   | ● |   | 1  | 0 | 0 |
| 1      | Alex Bogomolov, Jr. (USA)   |   |   |   |   |   |   |   |   |   |   | ● | 0  | 1 | 0 |
| 1      | James Cerretani (USA)       |   |   |   |   |   |   |   |   |   |   | ● | 0  | 1 | 0 |
| 1      | Colin Fleming (GBR)         |   |   |   |   |   |   |   |   |   |   | ● | 0  | 1 | 0 |
| 1      | Fabio Fognini (ITA)         |   |   |   |   |   |   |   |   |   |   | ● | 0  | 1 | 0 |
| 1      | Ryan Harrison (USA)         |   |   |   |   |   |   |   |   |   |   | ● | 0  | 1 | 0 |
| 1      | Ross Hutchins (GBR)         |   |   |   |   |   |   |   |   |   |   | ● | 0  | 1 | 0 |
| 1      | Mark Knowles (BAH)          |   |   |   |   |   |   |   |   |   |   | ● | 0  | 1 | 0 |
| 1      | Marc López (ESP)            |   |   |   |   |   |   |   |   |   |   | ● | 0  | 1 | 0 |
| 1      | Leonardo Mayer (ARG)        |   |   |   |   |   |   |   |   |   |   | ● | 0  | 1 | 0 |
| 1      | Dick Norman (BEL)           |   |   |   |   |   |   |   |   |   |   | ● | 0  | 1 | 0 |
| 1      | André Sá (BRA)              |   |   |   |   |   |   |   |   |   |   | ● | 0  | 1 | 0 |
| 1      | Adil Shamasdin (CAN)        |   |   |   |   |   |   |   |   |   |   | ● | 0  | 1 | 0 |
| 1      | Ken Skupski (GBR)           |   |   |   |   |   |   |   |   |   |   | ● | 0  | 1 | 0 |
| 1      | Potito Starace (ITA)        |   |   |   |   |   |   |   |   |   |   | ● | 0  | 1 | 0 |
| 1      | Horacio Zeballos (ARG)      |   |   |   |   |   |   |   |   |   |   | ● | 0  | 1 | 0 |

### Titlar per nation
| Totalt | Land                 | S | D | X | S | D | S | D | S | D | S | D  | S  | D  | X |
| ------ | -------------------- | - | - | - | - | - | - | - | - | - | - | -- | -- | -- | - |
| 25     | USA (USA)            |   | 2 | 2 |   |   |   | 3 | 1 | 2 | 4 | 11 | 5  | 18 | 2 |
| 16     | Serbien (SRB)        | 3 |   |   |   |   | 5 | 1 | 1 | 3 | 3 |    | 12 | 4  | 0 |
| 15     | Spanien (ESP)        | 1 |   |   |   |   | 1 |   | 3 |   | 8 | 2  | 13 | 2  | 0 |
| 9      | Storbritannien (GBR) |   |   |   |   |   | 2 |   | 1 | 1 | 2 | 3  | 5  | 4  | 0 |
| 9      | Frankrike (FRA)      |   |   |   |   |   |   | 1 | 1 | 3 | 4 |    | 5  | 4  | 0 |
| 8      | Tjeckien (CZE)       |   |   |   |   |   |   |   | 2 |   |   | 6  | 2  | 6  | 0 |
| 7      | Kanada (CAN)         |   | 1 | 1 |   | 1 |   | 1 |   | 1 | 1 | 1  | 1  | 5  | 1 |
| 7      | Österrike (AUT)      |   | 1 | 1 |   |   |   |   |   | 2 |   | 3  | 0  | 6  | 1 |
| 6      | Indien (IND)         |   |   |   |   |   |   | 3 |   |   |   | 3  | 0  | 6  | 0 |
| 6      | Sverige (SWE)        |   |   |   |   |   |   |   | 1 |   | 3 | 2  | 4  | 2  | 0 |
| 6      | Italien (ITA)        |   |   |   |   |   |   |   |   |   | 1 | 5  | 1  | 5  | 0 |
| 5      | Tyskland (GER)       |   | 1 |   |   |   |   |   |   | 1 | 2 | 1  | 2  | 3  | 0 |
| 5      | Schweiz (SUI)        |   |   |   | 1 |   | 1 |   | 1 |   | 2 |    | 5  | 0  | 0 |
| 4      | Belarus (BLR)        |   | 1 |   |   | 1 |   | 1 |   | 1 |   |    | 0  | 4  | 0 |
| 4      | Pakistan (PAK)       |   |   |   |   |   |   | 1 |   |   |   | 3  | 0  | 4  | 0 |
| 4      | Rumänien (ROU)       |   |   |   |   |   |   |   |   | 1 |   | 3  | 0  | 4  | 0 |
| 4      | Argentina (ARG)      |   |   |   |   |   |   |   |   |   | 2 | 2  | 2  | 2  | 0 |
| 4      | Australien (AUS)     |   |   |   |   |   |   |   |   |   |   | 4  | 0  | 4  | 0 |
| 3      | Brasilien (BRA)      |   |   |   |   |   |   |   |   |   |   | 3  | 0  | 3  | 0 |
| 3      | Belgien (BEL)        |   |   |   |   |   |   | 1 |   |   |   | 2  | 0  | 3  | 0 |
| 3      | Ukraina (UKR)        |   |   |   |   |   |   | 1 |   | 1 | 1 |    | 1  | 2  | 0 |
| 3      | Ryssland (RUS)       |   |   |   |   |   |   |   |   | 1 | 2 |    | 2  | 1  | 0 |
| 3      | Curaçao (CUR)        |   |   |   |   |   |   |   |   |   |   | 3  | 0  | 3  | 0 |
| 3      | Slovakien (SVK)      |   |   |   |   |   |   |   |   |   |   | 3  | 0  | 3  | 0 |
| 2      | Kroatien (CRO)       |   |   |   |   |   |   |   |   |   | 2 |    | 2  | 0  | 0 |
| 2      | Nederländerna (NED)  |   |   |   |   |   |   |   |   |   | 1 | 1  | 1  | 1  | 0 |
| 2      | Israel (ISR)         |   |   |   |   |   |   |   |   |   |   | 2  | 0  | 2  | 0 |
| 2      | Mexiko (MEX)         |   |   |   |   |   |   |   |   | 1 |   | 1  | 0  | 2  | 0 |
| 1      | Lettland (LAT)       |   |   |   |   |   |   |   |   |   | 1 |    | 1  | 0  | 0 |
| 1      | Sydafrika (RSA)      |   |   |   |   |   |   |   |   |   | 1 |    | 1  | 0  | 0 |
| 1      | Bahamas (BAH)        |   |   |   |   |   |   |   |   |   |   | 1  | 0  | 1  | 0 |

### Försvarade titlar
Följande spelare har under 2011 års ATP-tour lyckats försvara en titel från 2010:
- Bob Bryan - Australiska öppna (dubbel)
- Mike Bryan - Australiska öppna (dubbel)
- Robin Söderling - Rotterdam (singel)
- Novak Djokovic - Dubai (singel)
- Robert Lindstedt - Casablanca (dubbel), Båstad (dubbel)
- Horia Tecău - Casablanca (dubbel), Båstad (dubbel)
- Rafael Nadal - Monte-Carlo (singel), Franska öppna (singel)
- Daniel Nestor - Franska öppna (dubbel), ATP World Finals (dubbel)
- Mardy Fish - Atlanta (singel)
- Andy Murray - Shanghai (singel)
- Roger Federer - Basel (singel), ATP World Finals (singel)

### Första titel
Följande spelare har under 2011 års ATP-tour vunnit sin första ATP-titel:
- Adil Shamasdin - Johannesburg (dubbel)
- Kevin Anderson - Johannesburg (singel)
- Ivan Dodig - Zagreb (singel)
- Milos Raonic - San Jose (singel)
- Robin Haase - Marseille (dubbel)
- Leonardo Mayer - Buenos Aires (dubbel)
- Alexandr Dolgopolov - Indian Wells (dubbel)
- Pablo Andújar - Casablanca (singel)
- Ryan Sweeting - Houston (singel)
- Simone Bolelli - München (dubbel)
- Scott Lipsky - Franska öppna (mixad dubbel)
- Andreas Seppi - Eastbourne (singel)
- Jürgen Melzer - Wimbledon (mixad dubbel)
- Matthew Ebden - Newport (dubbel)
- Ryan Harrison - Newport (dubbel)
- Alex Bogomolov, Jr. - Atlanta (dubbel)
- Alexander Peya - Hamburg (dubbel)
- Fabio Fognini - Umag (dubbel)
- Jack Sock - US Open (mixad dubbel)
- Florian Mayer - Bukarest (singel)
- Janko Tipsarević - Kuala Lumpur (singel)